# ROIR
La ROIR o Reach Out International Records, è un'etichetta discografica indipendente con sede a New York, fondata nel 1979 da Neil Cooper.
L'etichetta fu fondata lo stesso anno del lancio del walkman, e inizialmente tutte le produzioni della ROIR furono distribuite in audiocassetta. In seguito molte di queste pubblicazione furono ristampate ed ora la maggior parte del catalogo è disponibile in CD e LP.
La sua prima pubblicazione, nel 1981 fu Live in New York dei James Chance and the Contortions, ma successivamente l'etichetta si concentrò sulla nascente scena hardcore punk di New York, pubblicando la compilation New York Thrash nel 1982 e il debutto omonimo dei Bad Brains.
Le prime pubblicazioni del catalogo sono principalmente di punk e no wave, con artisti come Suicide, Glenn Branca e Lydia Lunch; in seguito l'etichetta si è mossa verso altri stili, pubblicando materiale hardcore punk, reggae, ska e dub.
Tra gli artisti pubblicati si distinguono Bad Brains, Beastie Boys, Einstürzende Neubauten, Flipper, MC5, New York Dolls, Television, Lee Perry e The Skatalites.

## Artisti[3]
- 10 Ft. Ganja Plant
- Acid Mothers Gong/Temple
- GG Allin
- Alpha & Omega
- Bad Brains
- Bad Cop
- Badawi
- Big Youth
- Glenn Branca
- Glen Brown
- Bush Chemists
- Bush Tetras
- Joe Carrasco
- James Chance and the Contortions
- Chocolate Watchband
- Christian Death
- The Dickies
- The Dictators
- Digital K
- Dr. Israel
- Dub Trio
- Dufus
- Durutti Column
- Einstürzende Neubauten
- Morton Feldman
- The Fleshtones
- Flipper
- Gato Negro
- Jah Works
- Jazz Butcher Conspiracy
- John Brown's Body
- Petr Kotik
- Mike Ladd
- Jon Langford
- Bill Laswell
- The Legendary Pink Dots
- Los Amigos Invisibles
- Mad Professor
- MC5
- Mekons
- Merzbow
- Mirrors
- New York Dolls
- Nico
- Niney The Observer
- Oku Onuora
- Lee Perry
- Phase Selector Sound
- Praxis
- The Raincoats
- Ras Michael
- Raz Mesinai's Badawi
- Martin Rev
- The Rockers
- Roots Radics
- Roots Tonic
- S.E.M. Ensemble
- The Skatalites
- Styrenes
- Suicide
- Television
- Terrorists
- Johnny Thunders
- Twilight Circus
- Univox
- U.K. Subs
- Wordsound
- Wordsound I Powa
- Yellowman with Charlie Chaplin